# Rimac Automobili
Rimac Automobili d.o.o. är ett kroatiskt bilföretag som utvecklar, tillverkar och säljer högpresterande elbilar, elektriska drivlinor och batterisystem. Företaget grundades av Mate Rimac år 2009 och har sitt säte i Sveta Nedelja i Kroatien. Rimac Automobilis första modell, Concept One, hör med en topphastighet på närmare 305 km/t till världens snabbaste elbilar. Företaget säljer bilar under eget varumärke men utvecklar och tillverkar även drivlinesystem och kompletta fordon till andra företag. Ett exempel på detta är Applus IDIADA Volar-E.

### Fotnoter
1. ↑  Falkenberg-Hull, Eileen (5 juli 2022). ”Rimac's Key to Success Is To Keep Them Guessing”. Newsweek. https://www.newsweek.com/rimacs-key-success-keep-them-guessing-1721933. Läst 31 augusti 2023.
2. ↑  CBS News (engelska)
3. ↑  Autoblog.com (engelska)